# Pic de Palomer
Pic de Palomer är en bergstopp i Andorra. Den ligger i parroquian La Massana, i den västra delen av landet. Toppen på Pic de Palomer är 2 072 meter över havet.
Den högsta punkten i närheten är Alt de la Capa, 2 532 meter över havet, 1,8 kilometer väster om Pic de Palomer.
I trakten runt Pic de Palomer växer i huvudsak barrskog.